# Ateleta

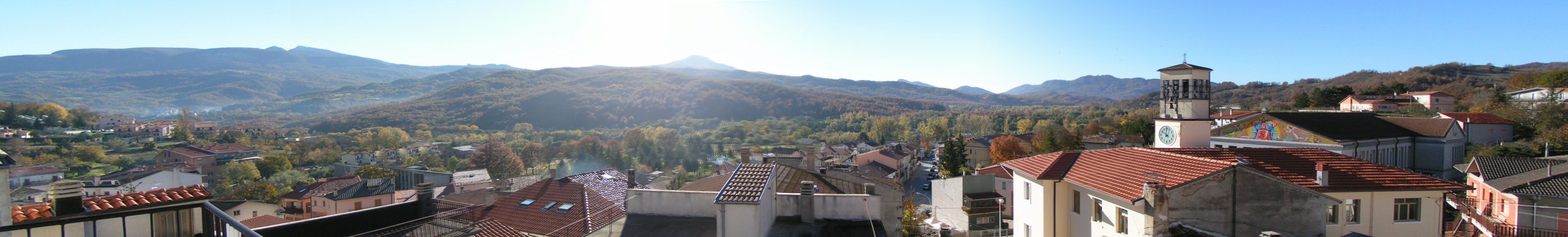
Panorama von Ateleta

Ateleta ist eine italienische Gemeinde (comune) mit 1099 Einwohnern (Stand 31. Dezember 2023) in der Provinz L’Aquila in den Abruzzen. Die Gemeinde liegt etwa 86,5 Kilometer südöstlich von L’Aquila am Sangro und am Nationalpark Majella, gehört zur Comunità Montana Alto Sangro e Altopiano delle Cinque Miglia und grenzt an die Provinzen Chieti und Isernia (Molise).

## Verkehr
Ateleta liegt an der Strada Statale 652 di Fondo Valle Sangro von Cerro al Volturno nach Fossacesia. Der Bahnhof von Ateleta wird von Zügen der Ferrovia Sangritana bedient.